# Holger Czukay
Holger Czukay, geboren als Holger Schüring (Danzig, 24 maart 1938 – Weilerswist, 5 september 2017) was een Duits musicus. Hij werd bekend als lid van de groep Can, en van zijn samenwerking met onder anderen Brian Eno en David Sylvian.

## Loopbaan
Czukay werd geboren in de vrije stad Danzig (tegenwoordig Gdańsk in Polen), en kwam na de Tweede Wereldoorlog als vluchteling in Duitsland terecht. Hij wilde eigenlijk dirigent worden, of technicus, en kon niet kiezen tussen die twee.
Hij studeerde van 1963 tot 1966 muziek bij Karlheinz Stockhausen, en was in 1968 samen met Irmin Schmidt oprichter van de groep Can, die zou uitgroeien tot een van de belangrijkste bands in de zogeheten Krautrock.

Czukay speelde basgitaar in de groep, en verzorgde de opnamen, en de geluidstechniek. Hij schakelde in 1976 over van basgitaar op kortegolfradio, bandrecorders, en telefoon, en verliet Can in 1977.
Vervolgens nam hij met Brian Eno twee vroege ambient albums op. Later werkte hij onder meer met Conny Planck, Eurythmics, Jah Wobble in het begin van de jaren tachtig; met David Sylvian (1988-1989); en met Peter Gabriel, en Annie Lennox (1991). In 1989 voegde hij zich weer bij Can voor het album Rite Time.
Czukay was een belangrijk vernieuwer door zijn muzikaal gebruik van korte golf radiogeluid, tapeloops, en digitale samples. In 1987 was hij als acteur te zien in de muziekvideo Krieg der Töne voor de Duitse televisie. Czukay maakte tevens de muziek. In 2002 bracht hij drie video-cd's uit.
Op 5 september 2017 werd Czukay dood gevonden in de tot zijn woning omgebouwde voormalige studio van Can in Weilerswist, nadat al enkele dagen geen activiteit in het huis was gezien. Hij werd 79 jaar oud.

## Selectieve discografie
- 1968 · Canaxis met Rolf Dammers
- 1979 · Movies
- 1981 · On the Way to the Peak of Normal
- 1981 · Biomutanten/Menetekel (als Les Vampyrettes met Conny Plank)
- 1982 · Full Circle met Jah Wobble en Jaki Liebezeit
- 1983 · Snake Charmer MINI LP met Jah Wobble en The Edge
- 1984 · Der Osten ist rot
- 1987 · Rome Remains Rome
- 1988 · Plight and Premonition met David Sylvian
- 1989 · Flux and Mutability met David Sylvian
- 1991 · Radio Wave Surfer
- 1993 · Moving Pictures
- 1997 · Clash met Dr. Walker
- 2003 · The New Millennium met U-She
- 2006 · Good Morning Story
- 2006 · Time and Tide met U-She
- 2007 · 21st Century met Ursa Major